# Пер Мортс
Пер Мортс (швед. Pär Mårts; рођен 30. априла 1953. у Фалунр, Шведска) професионални је шведски хокејашки тренер и један од најуспешнијх хокејашких тренера у Шведској и бивши хокејаш на леду.
Тренутно обавља функцију главног тренера сениорске репрезентације Шведске са којом је освојио две олимпијске медаље (злато у Лилехамеру 1994. и бронзу у Сочију 2014) и још 7 медаља са светских првенстава (укључујући и две титуле светских првака 1992. и 2013).

## Играчка каријера
Мортс је професионалну играчку каријеру започео 1971. у дресу хокејашког клуба ВИК из града Вестероса, у тадашњој другој шведској дивизији (трећелигашки ранг такмичења). Клуб је исте те сезоне успео да се пласира у виши ранг такмичења. Након још две сезоне у ВИК-у Мортс прелази у редове АИК-а из Стокхолма, тима у којем је провео наредних 6 сезона (од 1974. до 1980). Екипа АИК-а је у сезони 1974/75. обезбедила пласман у највиши ранг лигашког хокеја у Шведској, СЕЛ лигу, такмичење у којем је Мортс провео пуних 5 сезона, одигравши укупно 174 утакмице уз статистички учинак од 121 поена (63 гола и 58 асистенција). Највећи успех као играч у каријери остварио је у сезони 1977/78. када је освојио сребрну медаљу у националном првенству.
Последњих 5 играчких сезона провео је у редовима свог матичног ВИК Вестероса у другој лиги, а професионалну играчку каријеру окончао је 1985. године.
За репрезентацију Шведске наступао је у неолико наврата, али углавном на припремним турнирима. 

## Тренерска каријера
Одмах по окончању играчке каријере Мортс је наставио своју хокејашку каријеру на месту главног тренера екипе ВИК-а (тима у којем је као главни тренер радио све до 1991. године). Потом је у периоду од 1991. до 1995. радо као помоћни тренер, прво у решрезентацији Шведске до 20 година, а потом и у сениорској селекцији. У том периоду рада са репрезентацијом освојио је укупно 4 медаље на светским првенствима, злато на Светском првенству 1992, два сребра на првенствима 1993. и 1995. и бронзу на СП 1994. Највећи успех остварио је освајањем златне медаље на ЗОИ 1994. у Лилехамеру. 
Од тимова водио је још екипе АИК-а и ХВ71, а са овим последњим је освојио титулу националног првака у сезони 2003/04. Исте сезоне проглашен је и за најбољег тренера Шведске. 
У периоду од 2007. до 2010. обављао је функцију селектора репрезентација до 18 и до 20 година, а потом постаје селектором сениорске репрезентације.
Клупски успеси
- Победних СХЛ лиге са екипом ХВ71 у сезони 2003/04.
- Најбољи тренер СХЛ лиге у сезони 2003/04.

Олимпијске игре
- Златна олимпијска медаља 1994.
- Сребрна олимпијска медаља 2014.

Светска првенства до 20 година
- Сребро на светском првенству за играче до 20 година 1992, 2008. и 2009.
- Бронза на светском првенству за играче до 20 година 2010.

Светска првенства
- Злато на светском првенству 2013.
- Сребро на светском првенству 1993, 1995. и 2011.
- Бронза на светском првенству 1994. и 2014.